# Liste der Werke Max Regers
Der deutsche Komponist Max Reger (1873–1916) ist der Verfasser zahlreicher Musikwerke.

## Orgelwerke mit Opus-Zahl
- Drei Orgelstücke op. 7 (1892):
  - Präludium und Fuge C-Dur
  - Fantasie über „Te Deum laudamus“ 
  - Fuge d-Moll
- Suite e-Moll op. 16 „Den Manen Bachs“ (1895):
  - Introduktion und Fuge
  - Adagio assai
  - Intermezzo
  - Trio
  - Passacaglia
- Choralfantasie über „Ein feste Burg ist unser Gott“ op. 27 (1898)
- Fantasie und Fuge c-Moll op. 29 (1898, Richard Strauss gewidmet)
- Choralfantasie über „Freu dich sehr, o meine Seele“ op. 30 (1898)
- Erste Sonate fis-Moll op. 33 (1899)
  - Fantasie
  - Intermezzo
  - Passacaglia
- Zwei Choralfantasien op. 40 (1899):
  - Nr. 1 Phantasie über den Choral „Wie schön leucht’ uns der Morgenstern“
  - Nr. 2 Straf’ mich nicht in deinem Zorn
- Fantasie und Fuge über BACH op. 46 (1900)
- Sechs Orgeltrios op. 47 (1900):
  - Canon
  - Gigue
  - Canzonetta
  - Scherzo
  - Siciliano
  - Fuge
- Drei Choralfantasien op. 52 (1900):
  - Nr. 1 Alle Menschen müssen sterben
  - Nr. 2 Wachet auf, ruft uns die Stimme
  - Nr. 3 Halleluja, Gott zu loben
- Fünf leicht ausführbare Präludien und Fugen op. 56 (1901)
- Symphonische Fantasie und Fuge op. 57 „Inferno-Fantasie“ (1901)
- Zwölf Stücke op. 59 (1901)
  - Präludium
  - Pastorale
  - Intermezzo
  - Kanon
  - Toccata
  - Fuge
  - Kyrie eleison
  - Gloria in excelsis
  - Benedictus
  - Capriccio
  - Melodia
  - Te Deum
- Zweite Sonate d-Moll op. 60 (1901):
  - Improvisation
  - Invocation
  - Introduktion und Fuge
- Monologe op. 63 (1901/1902)
  - Präludium c-Moll
  - Fuge C-Dur
  - Kanzone g-Moll
  - Capriccio a-Moll
  - Introduktion f-Moll
  - Passacaglia f-Moll
  - Ave Maria A-Dur
  - Fantasie C-Dur
  - Tokkata e-Moll
  - Fuge e-Moll
  - Kanon D-Dur
  - Scherzo d-moll
- Zwölf Stücke op. 65 (1902)
  - Rhapsodie cis-moll
  - Capriccio G-dur
  - Pastorale A-dur
  - Consolation E-dur
  - Improvisation a-moll
  - Fuge a-moll
  - Präludium d-moll
  - Fuge D-dur
  - Canzone Es-dur
  - Scherzo d-moll
  - Toccata e-moll
  - Fuge E-dur
- 52 leicht ausführbare Choralvorspiele für die Orgel zu den gebräuchlichsten evangelischen Chorälen op. 67 (1902)
- Zehn Stücke op. 69 (1903):
  - Präludium e-Moll
  - Fuge e-Moll
  - Basso ostinato e-Moll
  - Moment musical D-Dur
  - Capriccio d-Moll
  - Toccata D-Dur
  - Fuge D-Dur
  - Romanze g-Moll
  - Präludium a-Moll
  - Fuge a-Moll
- Variationen und Fuge über ein Originalthema fis-Moll op. 73 (1903)
- Dreizehn Choralvorspiele op. 79b (1901–1903)
- Zwölf Stücke op. 80 (1904):
  - Präludium e-Moll
  - Fughetta e-Moll
  - Canzonetta g-Moll
  - Gigue d-Moll
  - Ave Maria Des-Dur
  - Intermezzo g-Moll
  - Scherzo fis-Moll
  - Romanze a-Moll
  - Perpetuum mobile f-Moll
  - Intermezzo D-Dur
  - Toccata a-Moll
  - Fuge a-Moll
- Vier Präludien und Fugen op. 85 (1904)
- Zweite Suite g-Moll op. 92 (1905):
  - Präludium
  - Fuge
  - Intermezzo
  - Basso ostinato
  - Romanze
  - Toccata
  - Fuge
- Introduktion, Passacaglia und Fuge für Orgel e-Moll op. 127 (1913)
- Neun Stücke für Orgel op. 129 (1913):
  - Toccata d-Moll
  - Fuge d-Moll
  - Kanon e-Moll
  - Melodia B-Dur
  - Capriccio g-Moll
  - Basso ostinato g-Moll
  - Intermezzo f-Moll
  - Präludium h-Moll
  - Fuge h-Moll
- Dreißig kleine Choralvorspiele op. 135a (1914)
- Phantasie und Fuge in d-moll op. 135b (1916) ursprüngliche und von Reger gekürzte Fassung
- Sieben Orgelstücke op. 145 (1915/1916):
  - Trauerode
  - Dankpsalm
  - Weihnachten
  - Passion
  - Ostern
  - Pfingsten
  - Siegesfeier

## Orgelwerke ohne Opus-Zahl
- Introduktion und Passacaglia d-Moll (1899)
- Orgelpräludium c-Moll (1900)
- Fuge c-moll (ca. 1900)
- Variationen und Fuge über „Heil, unserm König Heil“ (Heil dir im Siegerkranz) (1901)
- Präludium und Fuge d-Moll (1902)
- Postludium d-moll
- Schule des Triospiels. J. S. Bachs zweistimmige Inventionen, für die Orgel bearbeitet von Max Reger und Karl Straube (1903)
- Romanze a-Moll für Harmonium, Orgelfassung vom Komponisten (1904)
- Präludium und Fuge gis-Moll (1906)
- Präludium und Fuge fis-Moll (1912)
- Choralvorspiele:
  - O Traurigkeit, o Herzeleid (1893)
  - Komm, süßer Tod (1894)
  - Wer weiß, wie nahe mir mein Ende (1900)
  - Christ ist erstanden von dem Tod (1901?)
  - O Haupt voll Blut und Wunden (1904?)
  - Es kommt ein Schiff geladen (1905)
  - Wie schön leucht’ uns der Morgenstern (1908?)

## Harmoniumwerke
- Romanze a-Moll für Harmonium (Klavier)
- Adagio aus Opus 16 für Harmonium und Klavier (1897), unveröffentlicht

## Orchesterwerke
- Symphoniesatz d-Moll (1889)
- Symphoniesatz d-Moll (1890)
- Lyrisches Andante (Liebestraum) für Streichorchester (1898)

- Sinfonietta A-Dur op. 90 (1905)
- Serenade G-Dur op. 95 (1906)
- Variationen und Fuge über ein Thema (aus dem Singspiel Der Ärndtekranz) von Johann Adam Hiller op. 100 (1907)
- Symphonischer Prolog zu einer Tragödie op. 108 (1908)
- Eine Lustspiel-Ouvertüre op. 120 (1911)
- Konzert im alten Stil F-Dur op. 123 (1912)
- Eine romantische Suite (nach Eichendorff) op. 125 (1912)
- Vier Tondichtungen nach A. Böcklin op. 128 (1913), darin N° 3: „Die Toteninsel“ (des Weiteren „Der geigende Eremit“, „Im Spiel der Wellen“ und „Bacchanal“). Sein Schüler Fritz Lubrich komponierte im selben Jahr „Drei romantische Tonstücke nach Böcklinschen Bildern“ für Orgel op. 37 (Nr. 3 „Toteninsel“).
- Eine Ballettsuite op. 130 (1913)
- Symphonische Bearbeitung „An den Mond“ (nach Schubert) für Orchester (1913/1914)
- Variationen und Fuge über ein Thema von Mozart op. 132 (1914)
- Eine vaterländische Ouvertüre op. 140 (1914)
- Variationen und Fuge über ein Thema von Beethoven, eigene Orchesterbearbeitung von op. 86 (1915)
- Suite im alten Stil, eigene Orchesterfassung von op. 93 (1916)

## Werke für Soloinstrument mit Orchester
- Zwei Romanzen für Violine und kleines Orchester op. 50 (1900)
- Violinkonzert A-Dur op. 101 (1908)
- Klavierkonzert f-Moll op. 114 (1910)
- Rhapsodie für Violine und Orchester op. 147 (1916, Fragment, vollendet von Florizel von Reuter)
- Scherzino für Streichorchester und Horn (1899)
- Suite für Violine und Orchester op. 103a

## Kammermusik
- 6 Streichquartette d-Moll WoO II/2 und g-Moll op. 54/1, A-Dur op. 54/2, d-Moll op. 74, Es-Dur op. 109 und fis-Moll op. 121 (1889–1911)
- Suite im alten Styl für Violine und Klavier F-Dur op. 93 (Lauterbach u. Kuhn 1906)
- Streichsextett F-Dur op. 118 (1910)
- 2 Streichtrios a-Moll op. 77b und d-Moll op. 141b (1904 und 1915)
- Klarinettenquintett A-Dur op. 146 (1916)
- 2 Klavierquintette c-Moll WoO II/9 und c-Moll op. 64 (1898 und 1902)
- 2 Klavierquartette d-Moll op. 113 und a-Moll op. 133 (1910 und 1914)
- 2 Klaviertrios h-Moll op. 2 und e-Moll op. 102 (1891 und 1908)
- 9 Violinsonaten d-Moll op. 1, D-Dur op. 3, A-Dur op. 41, C-Dur op. 72, fis-Moll op. 84, d-Moll op. 103b/1, A-Dur op. 103b/2, e-Moll op. 122 und c-Moll op. 139 (1891–1915)
- 4 Cellosonaten f-Moll op. 5, g-Moll op. 28, F-Dur op. 78 und a-Moll op. 116 (1892–1910)
- Aria für Violoncell und Klavier oder Orgel op. 103a No. 3 (Copyright Lauterbach 1908)
- Kompositionen für Violine mit Pianoforte-Begleitung op. 79d: Wiegenlied, Capriccio, Burla (2 Hefte, Hermann Beyer & Söhne, Reihe Für’s Haus)
- 3 Klarinettensonaten As-Dur op. 49/1, fis-Moll op. 49/2 und B-Dur op. 107 (1900 und 1909)
- Diverse Werke für Violine, Viola und Violoncello solo op. 42, op. 91, op. 117, 131
- 2 Serenaden für Flöte (bzw. Violine), Violine und Viola D-Dur op. 77a und G-Dur op. 141a

## Klaviermusik
- Improvisationen für Klavier zu zwei Händen op. 18 (7 Nummern in 2 Heften, Edition Schott 7699 a und b, Copyright Augener & Co. 1902)
- Variationen und Fuge über ein Thema von Johann Sebastian Bach op. 81 (1904)
- Aus meinem Tagebuch op. 82 (1904–12, 4 Hefte)
- Variationen und Fuge über ein Thema von Ludwig van Beethoven op. 86 für 2 Klaviere (1904)
- 4 Sonatinen für Klavier op. 89
- Sechs Stücke für Pianoforte zu vier Händen op. 94
- Introduktion, Passacaglia und Fuge op. 96 für 2 Klaviere (1906)
- Variationen und Fuge über ein Thema von Georg Philipp Telemann op. 134 (1914)
- Träume am Kamin op. 143 (1915)
- zahlreiche weitere kleinere Klavierstücke, darunter eine Fughetta über „Deutschland, Deutschland über alles“ in G-Dur

## Violinmusik solo
- 4 Sonaten für Violine allein op. 42 (2 Hefte, Aibl 1900)
- Sieben Sonaten für die Violine allein op. 91 (4 Hefte, Lauterbach u. Kuhn 1906)
- Präludium und Fuge (h-Moll) für die Violine allein (ohne Opuszahl, mit Widmung: „Meinem lieben Henri Marteau zum 8. April 1909.“ Verlag Bote & Bock 1909)
- Chaconne für Violine allein op. 117 No. 4 (Verlag Bote & Bock 1910)
- Präludium und Fuge, op. 131a, Nr. 4 (1914), Alma Moodie gewidmet

## Vokalwerke
- Hymne an den Gesang (Steiner) op. 21 (1898)
- Gesang der Verklärten (Busse) op. 71 (1903)
- Schlichte Weisen op. 76 (1903–1912), darin Nr. 52 Mariä Wiegenlied
- Der 100. Psalm op. 106 (1908/09), Orgelfassung 2003 von François Callebout
- Die Nonnen (Boelitz) op. 112 (1909)
- Die Weihe der Nacht (Hebbel) op. 119 (1911) für Alt, Männerchor und Orchester
- The Responsories für Chor a cappella (1911)
- An die Hoffnung (Hölderlin) op. 124 (1912) für Alt und Orchester
- Römischer Triumphgesang (Lingg) op. 126 (1912)
- Hymnus der Liebe (Jacobowski) op. 136 (1914) für Bariton und Orchester
- Der Einsiedler (Eichendorff) op. 144a (1915) für Singstimme, Chor und Orchester
- Requiem op. 144b (1915) für Singstimme, Chor und Orchester, (Text von Friedrich Hebbel: Seele, vergiss sie nicht, Orgelfassung 1985 von Max Beckschäfer)
- (Lateinisches) Requiem, op.145a (Fragment: Kyrie-Satz, ein Dies-Irae-Satz ist ohne Opuszahl vorhanden)
- Fünf Choralkantaten:
  - I. Vom Himmel hoch da komm ich her. Choralkantate zu Weihnachten (1903)
  - II. O wie selig seid ihr doch, ihr Frommen. Choralkantate zum Totenfest (1903)
  - III. O Haupt voll Blut und Wunden. Choralkantate zum Karfreitag (1904)
  - IV. Meinen Jesum lass ich nicht. Choralkantate (1906)
  - V. Auferstanden, auferstanden. Choralkantate zum Osterfest (vermutlich zwischen 1903 und 1905)
- Drei Motetten op. 110
  - Mein Odem ist schwach
  - Ach, Herr, strafe mich nicht
  - O Tod, wie bitter bist du
- Acht Geistliche Gesänge op. 138
  - Der Mensch lebt und bestehet nur eine kleine Zeit
  - Morgengesang
  - Nachtlied
  - Unser lieben Frauen Traum
  - Kreuzfahrerlied
  - Das Agnus Dei
  - Schlachtgesang
  - Wir glauben an einen Gott
- A-cappella-Chöre, darunter
  - O Maria, sei gegrüßt (dt. Ave Maria), op. 61 n°6
- über 250 Klavierlieder, u. a. auf Texte von Christian Morgenstern, Stefan Zweig, Richard Dehmel, Gabriele D’Annunzio
- Geistliche Lieder für Gesang und Orgel
  - Zwei Geistliche Gesänge für mittlere Stimme und Orgel, op. 19 (1898)
  - Drei Geistliche Gesänge für Mezzo/Bariton und Orgel (1900/1903)
  - Zwei Geistliche Gesänge für Mezzo/Bariton und Orgel/Harmonium/Klavier, op. 105 (1907)
  - Zwölf Geistliche Gesänge mit Klavier/Harmonium/Orgel-Begleitung, op. 137 (1914)

## Ausgabe
- Sämtliche Werke, 38 Bände (1954–1986).
- Reger-Werkausgabe, im Aufbau seit 2010. Bisher (2023) sind in der RWA erschienen:
  - Band I Orgelwerke, Nr. 1 bis 7
  - Band II Lieder und Chorwerke, Nr. 1 bis 11